# Anolis shrevei
Anolis shrevei (аноліс Шріва) — вид ігуаноподібних ящірок родини анолісових (Dactyloidae). Ендемік Домініканської Республіки. Вид названий на честь американського герпетолога Бенджаміна Шріва.

## Поширення і екологія
Аноліси Шріва мешкають в горах Центрального хребта на острові Гаїті. Вони живуть в гірських соснових лісах і саванах, на висоті від 1550 до 2500 м над рівнем моря.

## Збереження
МСОП класифікує стан збереження цього виду як близький до загрозливого. Anolis shrevei загрожує знищення природного середовища.